# Miguel de Moura
Miguel de Moura (Lisboa, 4 de Novembro de 1538 — Lisboa, 30 de Dezembro de 1600), homem de Estado português, escrivão do município de Beja e mais tarde da Fazenda d'el-Rei.

## Biografia
Órfão de pai aos 10 anos e de mãe aos 12, foi confiado ao conde da Castanheira, que dada a sua influência na corte de D. João III, o levou a ser nomeado Escrivão da Puridade da Fazenda por el-Rei.
Mais tarde, gozando da confiança dos regentes D. Catarina de Áustria, D. Henrique e do rei D. Sebastião, acabou por ser designado secretário de Estado.
Acabou por ser nomeado conselheiro de Estado pelo rei espanhol, mais tarde seu escrivão da puridade (1582) e depois, dada a sua excelente e ampla folha de serviços, foi nomeado um dos cinco membros do Conselho de Regência (1593-1598) que sucedeu ao vice-rei cardeal Alberto de Áustria.